# Vojens-Christiansfeld Provsti
Vojens-Christiansfeld Provsti var indtil 2007 et provsti i Haderslev Stift.  Provstiet lå i Christiansfeld Kommune, Rødding Kommune og Vojens Kommune. Sognene er i dag fortrinsvis delt mellem Haderslev Domprovsti og Kolding Provsti. Jels Sogn og Skodborg Sogn tilhører dog Malt Provsti.
Vojens-Christiansfeld Provsti bestod af flg. sogne:
- Aller Sogn
- Bjerning Sogn
- Fjelstrup  Sogn
- Frørup Sogn
- Hammelev Sogn
- Hejls Sogn
- Hjerndrup Sogn
- Jegerup Sogn
- Jels Sogn
- Maugstrup Sogn
- Oksenvad Sogn
- Skodborg Sogn
- Sommersted Sogn
- Stepping Sogn
- Taps Sogn
- Tyrstrup Sogn
- Vedsted Sogn
- Vejstrup Sogn
- Vojens Sogn